# Cecil Textbook of Medicine
Cecil Textbook of Medicine (parfois nommé Cecil Medicine ou Goldman-Cecil Medicine) est un manuel médical publié par Elsevier sous la marque Saunders.
Il est publié pour la première fois en 1927 sous le nom de Textbook of Medicine, par Russell LaFayette Cecil,. Aux États-Unis, il s'agit d'un manuel médical de premier plan et largement consulté. Cecil Medicine est souvent comparé aux principes de médecine interne de Harrison, qu'il précède de trois décennies. Environ un tiers de ses auteurs sont changés à chaque nouvelle édition.